# 權利能力
權利能力（法語：la capacité de jouissance）是一個民法的法律術語，指可以享受權利、負擔義務的能力，是法律能力的一部分。享有權利能力者即為權利主體，包括自然人和法人，得為私法上權利義務關係的主體。

## 自然人的權利能力
自然人的權利能力始於出生，終於死亡（如中華民國民法第6條、中華人民共和國民法典總則編第13條）。此條文規定，含有以下意義：

### 權利能力的始期
法學上，出生又有五種學說：陣痛說、一部露出說、全部產生說、斷帶說（臍帶剪斷說）和獨立呼吸說。世界各地的民法，各有不同，茲舉大陸法系部分國家民法規定例示如下：
採取以完全出生，及胎兒完全自母體產出為標準的，如德國民法第1條規定「始於出生之完成」（Vollendung der Geburt），瑞士民法第31條規定「完全出生而活產」（mit dem Leben nach der vollendeten Geburt）為權利能力的始期。
臺灣法界大部分學者與法院採取獨立呼吸說，亦即指與母體完全分離，而能獨立呼吸保有生命者，即視其已出生。中華民國最高法院20年上字1092號刑事判例中表示：「過失致人死之罪，係以生存之人為被害客體，故未經產生之胎兒，固不在其列，即令一部產出尚不能獨立呼吸，仍屬母體之一部分，如有加害行為，亦祇對於懷胎婦女負相當罪責。」可見最高法院對出生的認定應該是採取獨立呼吸說。採取不同見解的，則有鄭玉波等人。

### 胎兒的權利能力
胎兒在出生之前，本不擁有權利能力，但胎兒為將來之人，非必不得享有權利，故許多國家多以法律擬制，以非死產者為限，視為既已出生。其中有「法定解除條件說」和「法定停止條件說」等兩種說法。前者指胎兒於出生前，即取得權利能力，若將來死產，則溯及喪失其權利能力；後者指胎兒於出生前，並未取得權利能力，至出生後，方溯及取得權利能力。
目前台灣的通說採取「法定解除條件說」，蓋如此使胎兒於出生前即得取的權利能力，而得主張其個人之利益，對於胎兒的保護較為周全。又如中華民國民法第1166條規定「胎兒為繼承人時，非保留其應繼分，他繼承人不得分割遺產」，是對胎兒權利的特別保護，中華人民共和國民法典第1155條「遗产分割时，应當保留胎儿的继承份额。胎儿娩出时是死体的，保留的份额按照法定继承办理」亦然。

### 權利能力的終期
自然人的權利能力終於死亡，又可分為「自然死亡」和「死亡宣告」兩種。

#### 自然死亡
就自然死亡而言，一般有心臟停止跳動說、呼吸停止說、瞳孔放大說和腦死說等四種認定標準。
在臺灣，民事上，原則是以心臟停止跳動或呼吸停止為判斷基準。自死體摘取器官施行移植手術，則須依法定程序判斷為腦死。但腦死主要係方便人體器官移植之用，學界尚不太承認腦死為民法上所認定之死亡。

#### 死亡宣告
死亡宣告是指在滿足法定條件下，藉由法院的宣告，來認定特定人死亡之狀態。就死亡宣告有採擬制原則，亦有採推定原則，中華民國的民法採取推定原則，亦即受死亡宣告者，推定其為死亡，但得以反證證明其未死亡，聲請法院撤銷其死亡宣告。在台灣，依民法第8條之規定聲請死亡宣告需要符合下列要件：
- 需為失蹤之人
- 須生死不能的狀態達法定期間

1. 一般法定期間：7年（民法第8條第1項）
2. 80歲以上之人：3年（民法第8條第2項）
3. 特別災難：終了滿1年（民法第8條第3項）
4. 空難：6個月（民用航空法第98條）

- 由利害關係人或檢察官聲請

而死亡宣告的效力除了推定特定人死亡外，亦推定其死亡期間，以決定該人被推定為死亡的時間，方便於其被推定死亡後之法律關係的運行（如繼承）。

## 法人
法人的成立雖然採行法人實在說，但其權利能力仍始於登記，終於清算終結。（中華民國民法第26條，中華人民共和國民法典第59條）但是法人所享有的權利能力之範圍依其性質，與自然人仍有所不同。在台灣，依據中華民國民法26條之規定，又下列的限制：
- 法令上的限制

目前台灣就法人權利能力在法令上的限制主要是在公司法第16條對於法人為保證的限制，另外司法院大法官釋字59號解釋亦認為：「依公司法第二十三條（編按：現行法第16條）之規定，公司除依其他法律或公司章程規定以保證為業務者外，不得為任何保證人。公司負責人如違反該條規定，以公司名義為人保證，既不能認為公司之行為，對於公司自不發生效力。」
- 性質上的限制

而就性質上的限制而言，專屬於自然人的權利義務，法人亦不能享有，此有以自然生理為基礎者，如生命權、身體權、健康權、自由權和貞操權皆然。另外以一定自然人之身分為基礎的身分權，如家長權、親權等法人亦不能享有。不過就名譽權、信用權、姓名權、和秘密權而言法人依據其性質可以享有此等權利，其他人可能就此部分對其構成侵權行為。

## 非法人團體
就非法人團體而言，目前台灣實務見解穩固的認為其並無權利能力，如最高法院68年台抗字82號判例即認為：「...非法人之團體，設有代表人或管理人者，依民事訴訟法第四十條第三項規定，固有當事人能力，但在實體法上並無權利能力。」另外依據最高法院65年度第2次民庭庭推總會議決議（三）可知，過去最高法院亦認為祭祀公業並無權利能力可言。